# Amalia (telenovela)
Amalia es una serie de televisión emitida en 1967 por Canal 13. Fue creada por José Mármol, con guion de Alicia Santaella y bajo la dirección de Helvio Soto.

## Trama
La historia tenía lugar en 1840 durante la dictadura de Juan Manuel de Rosas (Héctor Duvauchelle). Eduardo (Leonardo Perucci) era un antirosista, es decir, un revolucionario. Huyendo de la Mazorca (la policía secreta de Rosas) se refugia en casa de Amalia (Lucy Salgado), una mujer viuda. Ella y su primo Daniel (Marcelo Gaete) lo protegen.
Transcurriendo la serie, que duró 45 capítulos, Eduardo y Amalia se enamoran y se casan, pero el día del matrimonio son descubiertos por la gente de Rosas, quienes dan muerte a Eduardo.

## Elenco
- Lucy Salgado como Amalia Sáenz.
- Leonardo Perucci como Eduardo Belgrano.
- Silvia Santelices como Manolita Rosas.
- Héctor Duvauchelle como Juan Manuel de Rosas.
- Marcelo Gaete como Daniel Bello.
- Sara Astica como ?
- Amelia Requena como Florencia
- Pepe Guixé como ?